# 林向榮
林向榮（?—1862年）為中國清朝武官官員，本籍福建（廈門人）。1857年（咸豐7年）奉旨接任邵連科擔任台灣鎮總兵。是台灣清治時期此期間，受台灣道制約的台灣地區最高軍事首長。1862年，於戴潮春事件中的斗六門戰役殉職。

## 家族
- 妻：吳在任。
- 長子：林張成。
- 族弟：林向皋（亦作林向日）